# Чинандега
Чинандега (шпански изговор: [тʃинанˈдеɣа]) је град и седиште департмана Чинандега у Никарагви. Такође је административни центар истоимене општине у околини. То је шести највећи град Никарагве, са 112.727 становника (процена 2019.), и укупно 136.396 у општини. Налази се на око 134 километра северозападно од Манагве и око 72 километра југозападно од Ел Гвасауле, на граници са Хондурасом. Чинандега се налази на око 20 километара од Тихог океана.
Град опслужује аеродром Чинандега.
Регион око Чинандеге производи пољопривредне производе, посебно уље, брашно, кикирики, шкампе и шећерну трску и дестиловане ликере.
Време у граду је топло и влажно због свог положаја на малој надморској висини у тропским пределима.

## Историја
Град Чинандега добио је надимак „Град поморанџи“ и „Врући град“. Име му је пореклом из Наватла; иако се његово тачно значење оспорава, можда потиче од речи Chinamitl-tacalt, „место окружено трском“.
Чинандега је био мали град током колонијалне ере, али његов положај међу плодним равницама и положај комерцијалног центра довели су до његовог коначног пораста значаја.
Дана 15. марта 1836. године, за време владе Хосеа Нунеза, добила је титулу мањег града (виле), а 2. септембра 1839. године титулу града.
1842. године именован је главним градом краткотрајне Савезне Републике Централне Америке, а 1858. године постао је центар новог управног одељења.
Дана 1. новембра 1998, Чинандегу је погодила масивна поплава изазвана ураганом Мич. Поплава је резултирала хиљадама људи који су изгубили своје домове, као и оштећења на инфраструктури која није поправљена од 2009. године.

## Колонијалне грађевине
Чинандега има много зграда из колонијалне ере, мада не до нивоа никарагванских градова Леон и Гранада, јер су многи од њих оштећени током бомбардовања либералних снага 1928, који су се побунили против конзервативца Адолфа Дијаза. Већи део града је уништен, а само су цркве остале неозлеђене.

## Култура
Историјска богатства Чинандеге датирају из времена пре шпанског освајања, када је овај регион био насељен разним аутохтоним племенима, која су можда пореклом са севера, можда данашњег Мексика. У граду постоји музеј „Enrique Mantica Deshon“ који садржи 1200 археолошких артефаката претколумбовског порекла. Постоји и општинско позориште под називом "Rodrigo Callejas"  које може да прими 400 људи.